# 1484 en littérature
| Années de la littérature : 1481 - 1482 - 1483 - 1484 - 1485 - 1486 - 1487    |
| Décennies de la littérature : 1450 - 1460 - 1470 - 1480 - 1490 - 1500 - 1510 |

Cet article présente les faits marquants de l'année 1484 en littérature.

## Parutions
- Publication du commentaire du Banquet (rédigé en 1469) de Marsile Ficin (théorie de l’amour)[1].

## Naissances
- Giovanni Francesco Conti, poète et humaniste italien (mort en 1557).
- Bartolomé de las Casas, prêtre dominicain, missionnaire, écrivain et historien espagnol (mort en 1566).

## Décès
- Vers 1484 : Guillaume Cousinot de Montreuil, homme politique et diplomate, poète et chroniqueur français, né vers 1400.